# Aperturina paniculus
Genre
Espèce
Aperturina paniculus, unique représentant du genre Aperturina, est une espèce d'araignées aranéomorphes de la famille des Linyphiidae.

## Distribution
Cette espèce se rencontre en Thaïlande et en Malaisie occidentale,.

## Description
Le mâle holotype mesure 1,70 mm et la femelle paratype 1,55 mm.

## Publication originale
- Tanasevitch, 2014 : On the linyphiid spiders from Thailand and West Malaysia (Arachnida: Aranei: Linyphiidae). Arthropoda Selecta, vol. 23, no 4, p. 393-414 (texte intégral).